# Dinamarca en el Festival de la Canción de Eurovisión Junior
Dinamarca fue uno de los países fundadores que debutó en el I Festival de Eurovisión Junior en 2003.
Dinamarca ha competido en el Festival de la Canción de Eurovisión Junior en tres ocasiones. El organismo de radiodifusión danés, DR, organizó el primer festival en 2003, tras haber desarrollado el predecesor del concurso, el Melodi Grand Prix Nordic. 
En 2005 la DR decidió retirarse del festival para continuar con su participación en el Melodi Grand Prix Nordic, concurso ya desaparecido desde 2009. Desde entonces, Dinamarca no ha vuelto a mostrar interés en este festival.
Su puntuación media hasta su retiro es de 110 puntos.

## Participación
| 2003                           | Copenhague  | Anne Gadegaard    | «Arabiens drøm»     | 5 | 93  |
| 2004                           | Lillehammer | Cool Kids         | «Pigen er min»      | 5 | 116 |
| 2005                           | Hasselt     | Nicolai Kielstrup | «Shake Shake Shake» | 4 | 121 |
| No participó entre 2006 y 2025 |             |                   |                     |   |     |

## Festivales organizados en Dinamarca
| Edición                                          | Ciudad sede | Localización     | Presentandores          |
| ------------------------------------------------ | ----------- | ---------------- | ----------------------- |
| Festival de la Canción de Eurovisión Junior 2003 | Copenhague  | Forum Copenhagen | Camilla Ottesen y Remee |

## Votaciones
Dinamarca ha dado más puntos a:
| Posición | País                | Puntos |
| -------- | ------------------- | ------ |
| 1        | Reino Unido         | 25     |
| 2        | España              | 22     |
| 2        | Noruega             | 22     |
| 3        | Malta               | 19     |
| 4        | Croacia             | 18     |
| 5        | Suecia              | 16     |
| 6        | Países Bajos        | 12     |
| 7        | Bielorrusia         | 10     |
| 8        | Grecia              | 8      |
| 9        | Francia             | 6      |
| 10       | Macedonia del Norte | 5      |

Dinamarca ha recibido más puntos de...
| Posición | País                | Puntos |
| -------- | ------------------- | ------ |
| 1        | Noruega             | 32     |
| 1        | Suecia              | 32     |
| 2        | Macedonia del Norte | 27     |
| 3        | España              | 26     |
| 4        | Grecia              | 20     |
| 5        | Malta               | 19     |
| 5        | Bélgica             | 19     |
| 6        | Chipre              | 17     |
| 6        | Rumania             | 17     |
| 7        | Letonia             | 16     |
| 7        | Croacia             | 16     |
| 8        | Reino Unido         | 15     |
| 9        | Bielorrusia         | 14     |
| 10       | Polonia             | 13     |

## Portavoces
| Año  | Portavoz                | 12 Puntos   |
| ---- | ----------------------- | ----------- |
| 2005 | Caroline Forsberg Thybo | Noruega     |
| 2004 | Anne Gadegaard          | España      |
| 2003 | Desconocido             | Reino Unido |

- Datos: Q662352